# 1976년 동계 올림픽 미국 선수단
1976년 동계 올림픽 미국 선수단은 오스트리아 인스브루크에서 개최된 1976년 동계 올림픽에 참가한 올림픽 미국 선수단이다.

## 메달리스트
| 메달   | 이름                      | 종목            | 세부종목   |
| ------ | ------------------------- | --------------- | ---------- |
| 금메달 | 도로시 해밀               | 피겨 스케이팅   | 여자 싱글  |
| 금메달 | 피터 뮐러                 | 스피드 스케이팅 | 남자 1000m |
| 금메달 | 셰일라 영                 | 스피드 스케이팅 | 여자 500m  |
| 은메달 | 빌 코치                   | 크로스컨트리    | 남자 30km  |
| 은메달 | 리 폴로스 뮐러            | 스피드 스케이팅 | 여자 1000m |
| 은메달 | 셰일라 영                 | 스피드 스케이팅 | 여자 1500m |
| 동메달 | 신디 넬슨                 | 알파인 스키     | 여자 활강  |
| 동메달 | 제임스 밀린스 콜린 오코너 | 피겨 스케이팅   | 아이스댄싱 |
| 동메달 | 단 이머펄                 | 스피드 스케이팅 | 남자 500m  |
| 동메달 | 셰일라 영                 | 스피드 스케이팅 | 여자 1000m |

## 참조
- 올림픽 공식 결과 보관됨 2012-02-04 - 웨이백 머신